# Peter Hyballa
Peter Hyballa (født 5. december 1975) er en tysk professionel fodboldtræner, der senest trænede den sydafrikanske klub Sekhukhune United.
Han har tidligere været cheftræner i klubber i Tyskland, Namibia, Østrig, Holland, Slovakiet, Polen samt i den danske klub Esbjerg fB.
Før sin karriere som seniortræner stod Hyballa i spidsen for forskellige ungdomshold i sit hjemland Tyskland, herunder U/19-holdene i Arminia Bielefeld, VfL Wolfsburg og Borussia Dortmund.
I 2010 tiltrådte han som cheftræner for 2. Bundesliga-klubben Alemannia Aachen. Han trænede derefter Red Bull Salzburgs reserver og Sturm Graz i Østrig i to år. Fra 2014 til 2016 var han assistent- og ungdomstræner i Bayer Leverkusen. Hyballa blev derefter udnævnt til cheftræner for NEC Nijmegen i 2016, hvor han hurtigt blev kendt for sin fanatiske måde at træne på, sine kontroversielle udsagn i interviews og sin adfærd. I sin nye klub havde han en vis succes og førte klubben til en andenplads i 2019. Herefter fulgte korte ophold i NAC Breda og Wisła Kraków, hvor han blev afskediget efter konflikter med ledelsen. I maj 2021 blev han cheftræner for den danske klub Esbjerg fB. Hyballa sagde op i Esbjerg på grund af kulturforskelle, men nævnte bagefter til tyske medier, at han blev mobbet ud af spillerne og danske medier.

## Barn- og ungdom
Hyballa blev født i Bocholt, Nordrhein-Westfalen, som søn af Yvonne og Hans-Joachim Hyballa. Hans mor er hollænder og stammer fra Rotterdam og mødte Hyballas tyske far, en diakon, i Hamborg i 1971.

## Trænerkarriere

### Tidlig karriere
I sine første trænerstillinger havde Hyballa primært ansvaret for ungdomshold, for eksempel i hans hjembyklubber Borussia Bocholt og 1. FC Bocholt, hvor han trænede U/17-hold i to år. I 1998 blev han opdaget af SC Preußen Münster, hvor han blev ansvarlig for U/17-holdet i de næste tre år. I 2001 flyttede Hyballa fra Münster til Arminia Bielefeld, hvor han tiltrådte stillingen som U/19-træner. Efter en kort periode fra 2002 til 2003 i den namibiske klub Ramblers Windhoek, hvor han havde sit første cheftrænerjob, vendte han tilbage til Tyskland.
Fra 2003 til 2007 trænede Hyballa U/19-holdet i VfL Wolfsburg, og i 2007 førte han holdet til finalen i DFB U19 Cup, der blev tabt 1-2 til 1860 München.
I sommeren 2007 overtog Hyballa U/19-holdet hos Borussia Dortmund. Der vandt han i 2008 Westphalia Cup, den vesttyske titel i 2009, sluttede som nummer to i DFB U19 Cup 2009 samt som nummer to i U/19-Bundesligaen 2008-2009. Pokalfinalen blev tabt til SC Freiburg på straffe, og i finalen i det tyske U/19-mesterskab blev Hyballas hold besejret af Thomas Tuchels hold fra 1. FSV Mainz 05 med 1–2.
Den 15. april 2010 underskrev Hyballa en toårig kontrakt som cheftræner for Rot-Weiss Essen. Efter at klubben gik konkurs den 4. juni 2010, blev kontrakten opløst, og Alemannia Aachen hyrede ham som cheftræner for deres 2. Bundesliga-hold fra sæsonen 2010-11 på en toårig kontrakt. Den 13. september 2011 fik Hyballa og hans assistenttræner Eric van der Luer orlov, og deres kontrakter blev opsagt ved gensidig aftale. På det tidspunkt havde Aachen kun tre point og havde blot scoret et mål, hvilket betød, at de lå nederst i tabellen.
Fra januar 2012 til juni 2012 var Peter Hyballa træner for Red Bull Salzburg-reserverne, hvor han fik til opgave at overføre ungdomsspillere til førsteholdet.
For sæsonen 2012-13 underskrev Hyballa en to-årig kontrakt med Sturm Graz, men blev afskediget i løbet om kampen om en UEFA Europa League-plads den 22. april 2013.
Til de sidste kampe i sæsonen 2013-14 vendte Hyballa tilbage til Tyskland som Sascha Lewandowskis assistenttræner i Bayer Leverkusen. Lewandowski var blevet midlertidig træner, efter at Sami Hyypiä blev afskediget. Begge underskrev en kontrakt til slutningen af sæsonen og nåede målet om at kvalificere sig til UEFA Champions League. Efter Bundesliga-sæsonen var forbi, blev Hyballa hos Leverkusen, nu som cheftræner for klubbens U/19-hold, som han skrev en toårig aftale om.
Efter afslutningen af sin kontrakt i slutningen af juni 2016 forlod Hyballa Leverkusen.

### NEC Nijmegen
I maj 2016 meddelte Eredivisie-klubben NEC Nijmegen, at Hyballa blev træner for klubben fra sommeren med en toårig kontrakt.
Hyballa markerede sig straks med sin fanatiske måde at coache på, sine kontroversielle udsagn i interviews og adfærd under kampe. Hyballa formåede at holde holdet midt i tabellen i løbet af sæsonens første halvdel, men holdet faldt i niveau efter vinterpausen. På trods af dette antydede klubben en kontraktforlængelse, idet ledelsen roste Hyballas håndtering af spillere, personlighed og drive. Efter at holdet endte i nedrykningszonen efter flere nederlag, tilbød bestyrelsen at give ham en mere erfaren træner som makker i april 2017. Hyballa afslog tilbuddet, som han så som "panikfodbold". Den 22. april, efter et nederlag mod Excelsior, blev holdet mødt af vrede fans. Hyballa henvendte sig til fans på vegne af klubben og formåede at vende situationen.
To dage senere, den 24. april 2017, blev han afskediget, to kampe før ligaens afslutning, på grund af dårlige resultater og forestående nedrykning.

### DAC Dunajská Streda
Det tyske fodboldforbund meddelte i maj 2018, at Hyballa ville blive underviser på det tyske træningsforløb. Han brød imidlertid kontrakten i juli 2018, efter at han blev udnævnt til cheftræner for den slovakiske Superliga-klub DAC Dunajská Streda. Det lykkedes ham at føre klubben til en andenplads i sæsonen 2018–19, deres højeste afslutning i 16 år.
Han blev fyret i januar 2020 på grund af uenigheder om en forlængelse af kontrakten.

### NAC Breda
Han trænede NAC Breda mellem februar og juli 2020 som efterfølger til Ruud Brood. Han rejste dog efter fem måneder som følge af en konflikt med teknisk direktør Tom van den Abbeele.

### Wisła Kraków
Den 3. december 2020 underskrev han en kontrakt med det polske Ekstraklasa-hold Wisła Kraków. Den 14. maj 2021 meddelte den polske klub, at de havde skilt sig af med Hyballa. Afskeden blev indledt af en konflikt med klublegender Kazimierz Kmiecik og Jakub Błaszczykowski; trænerens resultater var også skuffende, da Wisła var tredjesidst i ligaen, da han forlod den.

### Esbjerg fB
Hyballa underskrev en toårig kontrakt med den danske klub Esbjerg fB den 24. maj 2021. Mindre end to måneder efter starten rapporterede B.T., at førsteholdets spillere krævede hans afskedigelse efter "psykiske og fysiske afstraffelser". Den følgende dag irettesatte Spillerforeningen Esbjerg-bestyrelsen, efter at den amerikanske bestyrelsesformand Michael Kalt havde nedtonet konflikten og informeret JydskeVestkysten om, at kun få spillere var involveret i kravet. En dag senere degraderede Hyballa fire nøglespillere til U/19-holdet: Yuriy Yakovenko, Jakob Ankersen, Kevin Conboy og Zean Dalügge. Den 15. juli blev Esbjerg fB anmeldt til Arbejdstilsynet af Spillerforeningen, efter at der kom rapporter om, at Hyballa angiveligt havde slået og "mentalt terroriseret" spillerne. Den følgende uge udtalte Hyballa, at han aldrig havde slået nogen, og at han kun havde forsøgt at motivere sine spillere.
24. juli udpegede Hyballa den 19-årige Mads Larsen som ny anfører. Tre dage senere, den 27. juli, opstod der nye anklager mod Hyballa - denne gang fra Kasper Pedersen - der dagen før havde opsagt sin kontrakt efter fælles overenskomst. Han udtalte, at Hyballa havde skabt en "frygtelig stemning", og at han havde forladt klubben på grund af træneren.
Den 28. juli sendte 21 af Esbjergs førsteholdsspillere et åbent brev til klubbens ledelse og udtrykte "stærk mistillid" til Hyballa. Brevet, der også blev offentliggjort i flere medier, nævner flere episoder, hvor Hyballa havde fysisk eller psykisk misbrugt spillere. Som svar på brevet udtalte investor og talsmand for Esbjerg-bestyrelsen, Paul Conway, til JydskeVestkysten, at "det er så uprofessionelt, jeg har aldrig oplevet noget lignende. Det kan aldrig være spillerne, der bestemmer, hvem der skal spille, og hvem der er træner."
Den 11. august trak Hyballa sig som manager for Esbjerg fB efter uger med historier i pressen og en dårlig start på sæsonen, og han blev erstattet af Roland Vrabec.
Hyballa mente at han blev mobbet og udsat for psykisk terror i Esbjerg.

## Karrierestatistikker
Oversigten er opdateret til og med 17 august 2021
| Hold                 | From            | To                | Rekord | Rekord | Rekord | Rekord | Rekord | Rekord |
| Hold                 | From            | To                | M      | S      | U      | N      | Sejr % |        |
| -------------------- | --------------- | ----------------- | ------ | ------ | ------ | ------ | ------ | ------ |
| Ramblers Windhoek    | 1 juli 2002     | 30 juni 2003      | —      |        |        |        | —      |        |
| Alemannia Aachen     | 1 juli 2010     | 13 september 2011 | 46     | 15     | 13     | 18     | 32,61  |        |
| Red Bull Salzburg II | 4 januar 2012   | 13 maj 2012       | —      |        |        |        | —      |        |
| Sturm Graz           | 14 maj 2012     | 22 april 2013     | 33     | 14     | 9      | 10     | 42,42  |        |
| NEC Nijmegen         | 1 juli 2016     | 27 april 2017     | 33     | 7      | 7      | 19     | 21,21  |        |
| DAC Dunajská Streda  | 16 juli 2018    | 3 januar 2020     | 64     | 37     | 10     | 17     | 57,81  |        |
| NAC Breda            | 3 februar 2020  | 3 juli 2020       | 7      | 4      | 2      | 1      | 57,14  |        |
| Wisła Kraków         | 2 december 2020 | 14 maj 2021       | 18     | 5      | 5      | 8      | 27,78  |        |
| Esbjerg fB           | 24 maj 2021     | 11 august 2021    | 3      | 0      | 1      | 2      | 00,00  |        |
| Total                | Total           | Total             | 204    | 82     | 47     | 75     | 40,20  |        |